# La Kahena
La Kahena (1992) es una drag queen francesa de origen tunecino, conocida por competir en la primera temporada de Drag Race Francia y en la segunda temporada de Canada's Drag Race vs The World.

## Carrera
Comenzó su carrera como drag queen en 2016 y toma a La Kahena como nombre artístico, en referencia a la reina bereber Kahina. Luego formó parte de la House of Fugly, junto con las drag queens Alice Psycho, Calypso Overkill y Sativa Blaze. Junto a estas actuaba principalmente en Le Trac, en el XIII Distrito de París. Con la House of Cherie actuó notablemente en el Superball d'Amsterdam. También participó en el Dragathon All Stars. La Kahena participó también en la primera temporada de Clash of Tatas, de la que ahora es la anfitriona. También es la primera drag queen de cualquier origen en actuar en el Instituto del Mundo Árabe. En octubre participa, junto a otra reina de la primera temporada, La Big Bertha, en un nuevo formato de 750g. Ese mismo año se unió a la agencia Pop Models junto a otras drag queens.
En 2023, presentó el podcast Virgo Views con Léo, en el cual recapitulan episodio de la segunda temporada de Drag Race Francia.

## Filmografía

### Televisión
| año       | título                                              | papel      | notas                |
| --------- | --------------------------------------------------- | ---------- | -------------------- |
| 2022-2023 | Drag Race Francia                                   | Ella misma | 3 episodios          |
| 2023      | Le Phénomène Drag Race France, 1 an avec les Queens | Ella misma | Cortometraje para TV |